# Luis Ayala Brucil
Luis Ayala Brucil (n. Ibarra, Ecuador; 24 de septiembre de 1993) es un futbolista ecuatoriano. Juega de defensa y su equipo actual es Macará de la Serie A de Ecuador.

## Trayectoria

### Inicios
Comenzó en las formativas del Otavalo Fútbol Club de su provincia y en 2010 pasó al Club Teodoro Gómez de la Torre, aquí debutó en el fútbol profesional al jugar en el torneo de Segunda Categoría, tanto en el provincial como en los zonales.

### Deportivo Quito
Pasó en 2011 a las inferiores de Deportivo Quito, pero no llegó a debutar con el primer equipo, solo disputó partidos en categorías inferiores.

### Macará
En el año 2012 pasó al Macará donde debutó en Serie A de Ecuador, en total fue considerado en 17 partidos.

### Independiente del Valle
En el 2013 es comprado por Independiente del Valle, con los rayados se consolidó en su juego y obtuvo mayor protagonismo desde la primera temporada que fichó. En ese mismo año tuvo su debut internacional en la Copa Libertadores y en el torneo nacional obtuvo el subcampeonato. En 2016 fue parte del equipo histórico que llegó hasta la final de Copa Libertadores contra Atlético Nacional de Colombia. Mantuvo su nivel en las siguientes temporadas hasta mediados de 2019.

### Liga Deportiva Universitaria
En el 2019 es prestado a Liga Deportiva Universitaria por un año y medio con opción a compra. Con el cuadro albo consiguió los primeros títulos de su carrera, ganó en 2019 la Copa Ecuador, en 2020 y 2021 alcanzó el título de la Supercopa de Ecuador. A principios de 2021 Liga compra su pase y asegura contrato con el jugador hasta finales de 2022. Una vez que terminó su contrato dejó la institución alba.

### Técnico Universitario
En diciembre de 2022 fue anunciado como refuerzo de Técnico Universitario de Ambato en condición de jugador libre.

## Selección nacional

### Categorías inferiores

#### Participaciones en Sudamericanos
| Campeonato                  | Sede      | Resultado   | Partidos | Goles |
| --------------------------- | --------- | ----------- | -------- | ----- |
| Sudamericano Sub-20 de 2013 | Argentina | Sexto lugar | 2        | 0     |

## Estadísticas

### Clubes
Actualizado al último partido disputado el 17 de agosto de 2025.
| Club                                   | Div.                | Temporada           | Liga  | Liga  | Copas nacionales | Copas nacionales | Copas internacionales | Copas internacionales | Total | Total |
| Club                                   | Div.                | Temporada           | Part. | Goles | Part.            | Goles            | Part.                 | Goles                 | Part. | Goles |
| -------------------------------------- | ------------------- | ------------------- | ----- | ----- | ---------------- | ---------------- | --------------------- | --------------------- | ----- | ----- |
| Teodoro Gómez de la Torre · Ecuador    | 3.ª                 | 2010                | 13    | 1     | —                | —                | —                     | —                     | 13    | 1     |
| Teodoro Gómez de la Torre · Ecuador    | Total club          | Total club          | 13    | 1     | 0                | 0                | 0                     | 0                     | 13    | 1     |
| Deportivo Quito · Ecuador              | 1.ª                 | 2011                | 0     | 0     | —                | —                | —                     | —                     | 0     | 0     |
| Deportivo Quito · Ecuador              | Total club          | Total club          | 0     | 0     | 0                | 0                | 0                     | 0                     | 0     | 0     |
| Macará · Ecuador                       | 1.ª                 | 2012                | 17    | 0     | —                | —                | —                     | —                     | 17    | 0     |
| Independiente del Valle · Ecuador      | 1.ª                 | 2013                | 36    | 2     | —                | —                | 4                     | 0                     | 40    | 2     |
| Independiente del Valle · Ecuador      | 1.ª                 | 2014                | 26    | 0     | —                | —                | 0                     | 0                     | 26    | 0     |
| Independiente del Valle · Ecuador      | 1.ª                 | 2015                | 16    | 0     | —                | —                | 0                     | 0                     | 16    | 0     |
| Independiente del Valle · Ecuador      | 1.ª                 | 2016                | 25    | 1     | —                | —                | 12                    | 0                     | 37    | 1     |
| Independiente del Valle · Ecuador      | 1.ª                 | 2017                | 30    | 0     | —                | —                | 4                     | 0                     | 34    | 0     |
| Independiente del Valle · Ecuador      | 1.ª                 | 2018                | 27    | 0     | 0                | 0                | 2                     | 0                     | 29    | 0     |
| Independiente del Valle · Ecuador      | 1.ª                 | 2019                | 12    | 0     | 0                | 0                | 2                     | 0                     | 14    | 0     |
| Independiente del Valle · Ecuador      | Total club          | Total club          | 172   | 3     | 0                | 0                | 24                    | 0                     | 196   | 3     |
| Liga Deportiva Universitaria · Ecuador | 1.ª                 | 2019                | 13    | 0     | 7                | 0                | 2                     | 0                     | 22    | 0     |
| Liga Deportiva Universitaria · Ecuador | 1.ª                 | 2020                | 20    | 0     | 1                | 0                | 7                     | 0                     | 28    | 0     |
| Liga Deportiva Universitaria · Ecuador | 1.ª                 | 2021                | 15    | 0     | 1                | 0                | 8                     | 0                     | 24    | 0     |
| Liga Deportiva Universitaria · Ecuador | 1.ª                 | 2022                | 19    | 0     | 2                | 0                | 6                     | 0                     | 27    | 0     |
| Liga Deportiva Universitaria · Ecuador | Total club          | Total club          | 67    | 0     | 11               | 0                | 23                    | 0                     | 101   | 0     |
| Técnico Universitario · Ecuador        | 1.ª                 | 2023                | 15    | 0     | —                | —                | —                     | —                     | 15    | 0     |
| Técnico Universitario · Ecuador        | Total club          | Total club          | 15    | 0     | 0                | 0                | 0                     | 0                     | 15    | 0     |
| Mushuc Runa · Ecuador                  | 1.ª                 | 2024                | 16    | 0     | 5                | 0                | —                     | —                     | 21    | 0     |
| Mushuc Runa · Ecuador                  | Total club          | Total club          | 16    | 0     | 5                | 0                | 0                     | 0                     | 21    | 0     |
| Macará · Ecuador                       | 1.ª                 | 2025                | 16    | 0     | 0                | 0                | —                     | —                     | 16    | 0     |
| Macará · Ecuador                       | Total club          | Total club          | 33    | 0     | 0                | 0                | 0                     | 0                     | 33    | 0     |
| Total en su carrera                    | Total en su carrera | Total en su carrera | 316   | 3     | 16               | 0                | 47                    | 0                     | 379   | 0     |
| 1. 2.                                  |                     |                     |       |       |                  |                  |                       |                       |       |       |

## Palmarés

### Campeonatos nacionales
| Título               | Club                         | País    | Año     |
| -------------------- | ---------------------------- | ------- | ------- |
| Copa Ecuador         | Liga Deportiva Universitaria | Ecuador | 2018-19 |
| Supercopa de Ecuador | Liga Deportiva Universitaria | Ecuador | 2020    |
| Supercopa de Ecuador | Liga Deportiva Universitaria | Ecuador | 2021    |